# Чипъуа (окръг, Мичиган)
Окръг Чипъуа (на английски: Chippewa County) е окръг в щата Мичиган, Съединени американски щати. Площта му е 6988 km², а населението - 38 543 души (2000). Административен център е град Сю Сейнт Мари.